# Ivan Dorn
Ivan Oleksandrovyč Dorn, nato Jer'omin (in ucraino Іван Олександрович Дорн?; Čeljabinsk, 17 ottobre 1988), è un cantante e attore ucraino.

## Biografia
Nato a Čeljabinsk, Dorn si è fatto conoscere con il primo album in studio Co'N'Dorn, numero uno nella Rossija Top 25 Al'bomy, che è stato il 2º più venduto nella Federazione Russa nell'arco del 2012. Il successo dell'album si è convertito nella vittoria dello YUNA, il più importante riconoscimento musicale ucraino, oltre a un Premija RU.TV e un Premija Muz-TV.
Nel 2016 è divenuto mentore a Holos Kraïny, l'adattamento ucraino di The Voice.
Il terzo disco OTD, trainato dal relativo tour, gli ha permesso di conseguire l'MTV Europe Music Award al miglior artista di MTV Russia del 2017.

## Vita privata
Dorn ha condannato l'invasione russa dell'Ucraina del 2022.

## Discografia

### Album in studio
- 2012 – Co'N'Dorn
- 2014 – Randorn
- 2017 – OTD

### Album dal vivo
- 2017 – Jazzy Funky Dorn

### EP
- 2020 – Live (con Seven Davis Jr.)
- 2020 – Numbers (con Seven Davis Jr.)

### Singoli
- 2013 – Celovat' drugogo
- 2015 – Pesja pro Ëločku
- 2016 – Dimonadnyj
- 2017 – Collaba
- 2017 – Such a Bad Surprise
- 2017 – Beverly
- 2017 – Groovy Shit
- 2018 – Preach
- 2018 – Pristal'no
- 2018 – Kaida (feat. Moldanazar)
- 2018 – Afrika
- 2018 – Opomins' (feat. Vakula)
- 2018 – Right Wrong (con Victor Solf)
- 2019 – Strast'/Vo sne/Opomnis'
- 2019 – Dič'
- 2019 – Tri chorošich pesni (con Roman Bestseller)
- 2020 – Renessans (con Roman Bestseller)
- 2020 – Wasted
- 2020 – Čiki
- 2020 – Love Could Be (feat. Top, Amine Edge & Dance & Funky)
- 2020 – Face to Face (con Mario Basanov)
- 2021 – Teleport
- 2021 – Krome tebja
- 2021 – Tebe nema s'ohodni
- 2021 – Celovat' drugogo (con i Therr Maitz)
- 2025 – Proniklas' mnoj (con T-Fest e DJ Insama)